# Dyskografia Young Jeezy’ego
Poniżej przedstawiona jest dyskografia amerykańskiego rapera o pseudonimie artystycznym Young Jeezy. Zawiera dokonania solowe, albumy i single, oraz spis występów gościnnych.

## Albumy

### Studyjne
| Tytuł                                                                       | Informacje o albumie                                                                                   | Najwyższa pozycja | Najwyższa pozycja | Najwyższa pozycja | Najwyższa pozycja | Certyfikacje    |
| Tytuł                                                                       | Informacje o albumie                                                                                   | US                | US R&B            | US Rap            | CAN               | Certyfikacje    |
| --------------------------------------------------------------------------- | --- | ----------------- | ----------------- | ----------------- | ----------------- | --------------- |
| Let’s Get It: Thug Motivation 101                                           | - Data wydania: 26 lipca 2005 - Wydawca: Corporate Thugz, Def Jam - Format: CD, digital download, LP   | 2                 | 1                 | 1                 | –                 | - RIAA: platyna |
| The Inspiration                                                             | - Data wydania: 12 grudnia 2006 - Wydawca: Corporate Thugz, Def Jam - Format: CD, digital download, LP | 1                 | 1                 | 1                 | –                 | - RIAA: platyna |
| The Recession                                                               | - Data wydania: 2 września 2008 - Wydawca: Corporate Thugz, Def Jam - Format: CD, digital download, LP | 1                 | 1                 | 1                 | 6                 | - RIAA: złoto   |
| Thug Motivation 103: Hustlerz Ambition                                      | - Data wydania: 20 grudnia 2011 - Wydawca: Corporate Thugz, Def Jam - Format: CD, digital download, LP | 3                 | 1                 | 1                 | –                 |                 |
| "–" oznacza, że pozycja nie była notowana lub album nie był wydany w kraju. | |                   |                   |                   |                   |                 |

### Niezależne
| Tytuł                                               | Informacje o albumie                                                         |
| --------------------------------------------------- | ---------------------------------------------------------------------------- |
| Thuggin’ Under the Influence (T.U.I.) (jako Lil’ J) | - Data wydania: 31 sierpnia 2001 - Wydawca: Corporate Thugz - Format: CD     |
| Come Shop wit Me                                    | - Data wydania: 14 października 2003 - Wydawca: Corporate Thugz - Format: CD |

### Mixtape’y
| Rok  | Mixtape                                                                                      |
| ---- | -------------------------------------------------------------------------------------------- |
| 2004 | Tha Streets Iz Watchin - Data wydania: 2004 - Wytwórnia: Aphilliates, Corporate Thugz        |
| 2005 | Trap or Die - Data wydania: 10 grudnia 2005 - Wytwórnia: Aphilliates, Corporate Thugz        |
| 2006 | Can’t Ban the Snowman - Data wydania: 7 lutego 2006 - Wytwórnia: ABM, Corporate Thugz        |
| 2006 | I Am the Street Dream! - Data wydania: 13 listopada 2006 - Wytwórnia: ABM, Corporate Thugz   |
| 2008 | The Prime Minister - Data wydania: 14 czerwca 2008 - Wydany za darmo na stronie USDA2DAY.COM |
| 2009 | Trappin’ Ain’t Dead - Data wydania: 22 maja 2009                                             |
| 2010 | Trap or Die 2 - Data wydania: 4 maja 2010 - Wytwórnia: Aphilliates, Corporate Thugz          |
| 2010 | 1000 Grams - Data wydania: 12 sierpnia 2010 - Wytwórnia: Coporate Thugz                      |
| 2010 | The Last Laugh - Data wydania: 29 września 2010 - Wytwórnia: Corporate Thugz                 |

## Single

### Solowe
| "And Then What" (featuring Mannie Fresh)                                        | 2005 | 67  | 14 | 13 | –  | –  | –  | –  | - RIAA: złoto   | Let’s Get It: Thug Motivation 101      |
| "Soul Survivor" (featuring Akon)                                                | 2005 | 4   | 1  | 1  | –  | 74 | 32 | 16 | - RIAA: platyna | Let’s Get It: Thug Motivation 101      |
| "Go Crazy" (featuring Jay-Z)                                                    | 2005 | 103 | 22 | 22 | –  | –  | –  | –  |                 | Let’s Get It: Thug Motivation 101      |
| "My Hood"                                                                       | 2006 | 77  | 30 | 19 | –  | –  | –  | –  |                 | Let’s Get It: Thug Motivation 101      |
| "I Luv It"                                                                      | 2006 | 14  | 13 | 7  | –  | –  | –  | –  | - RIAA: platyna | The Inspiration                        |
| "Go Getta" (featuring R. Kelly)                                                 | 2007 | 18  | 9  | 3  | –  | –  | –  | –  | - RIAA: platyna | The Inspiration                        |
| "Dreamin'" (featuring Keyshia Cole)                                             | 2007 | –   | 65 | –  | –  | –  | –  | –  |                 | The Inspiration                        |
| "Put On" (featuring Kanye West)                                                 | 2008 | 12  | 3  | 1  | 46 | –  | –  | –  | - RIAA: platyna | The Recession                          |
| "Vacation"                                                                      | 2008 | –   | 56 | –  | –  | –  | –  | –  |                 | The Recession                          |
| "Crazy World"                                                                   | 2008 | –   | 66 | –  | –  | –  | –  | –  |                 | The Recession                          |
| "My President" (featuring Nas)                                                  | 2008 | 53  | 45 | 13 | –  | –  | –  | –  |                 | The Recession                          |
| "Who Dat"                                                                       | 2008 | –   | 49 | –  | –  | –  | –  | –  |                 | The Recession                          |
| "Lose My Mind" (featuring Plies)                                                | 2010 | 35  | 5  | 3  | –  | –  | –  | –  |                 | Thug Motivation 103: Hustlerz Ambition |
| "F.A.M.E." (featuring T.I.)                                                     | 2011 | 119 | 67 | –  | –  | –  | –  | –  |                 | Thug Motivation 103: Hustlerz Ambition |
| "I Do" (featuring Jay-Z & André 3000)                                           | 2011 | 61  | 7  | 10 | –  | –  | –  | –  |                 | Thug Motivation 103: Hustlerz Ambition |
| "–" oznacza, ze pozycja nie była notowana lub singel nie został wydany w kraju. |      |     |    |    |    |    |    |    |                 |                                        |

### Gościnnie
| Tytuł                                                                                          | Rok  | Najwyższa pozycja | Najwyższa pozycja | Najwyższa pozycja | Najwyższa pozycja | Najwyższa pozycja | Najwyższa pozycja | Najwyższa pozycja | Najwyższa pozycja | Najwyższa pozycja | Najwyższa pozycja | Certyfikacje                                                | Album                                  |
| Tytuł                                                                                          | Rok  | US                | US R&B            | US Rap            | AUS               | CAN               | GER               | IRE               | NZ                | SWE               | UK                | Certyfikacje                                                | Album                                  |
| ---------------------------------------------------------------------------------------------- | ---- | ----------------- | ----------------- | ----------------- | ----------------- | ----------------- | ----------------- | ----------------- | ----------------- | ----------------- | ----------------- | ----------------------------------------------------------- | -------------------------------------- |
| "Icy" (Gucci Mane featuring Young Jeezy and Boo)                                               | 2005 | 105               | 46                | 23                | –                 | –                 | –                 | –                 | –                 | –                 | –                 |                                                             | Trap House                             |
| "Get Throwed" (Bun B featuring Pimp C, Z-Ro, Jay-Z and Young Jeezy)                            | 2006 | –                 | 49                | 24                | –                 | –                 | –                 | –                 | –                 | –                 | –                 |                                                             | Trill                                  |
| "Say I" (Christina Milian featuring Young Jeezy)                                               | 2006 | 21                | 13                | –                 | 45                | –                 | 38                | 15                | 23                | –                 | 4                 |                                                             | So Amazin'                             |
| "Grew Up a Screw Up" (Ludacris featuring Young Jeezy)                                          | 2006 | –                 | 60                | –                 | –                 | –                 | –                 | –                 | –                 | –                 | –                 |                                                             | Release Therapy                        |
| "Diamonds" (Fabolous featuring Young Jeezy)                                                    | 2007 | 83                | 59                | –                 | –                 | –                 | –                 | –                 | –                 | –                 | –                 |                                                             | From Nothin’ to Somethin’              |
| "5000 Ones" (DJ Drama featuring Nelly, T.I., Yung Joc, Willie the Kid, Young Jeezy and Twista) | 2007 | –                 | 73                | –                 | –                 | –                 | –                 | –                 | –                 | –                 | –                 |                                                             | Gangsta Grillz: The Album              |
| "100 Million" (Birdman featuring Rick Ross, Dre, Young Jeezy and Lil Wayne)                    | 2007 | 118               | 69                | 19                | –                 | –                 | –                 | –                 | –                 | –                 | –                 |                                                             | 5 * Stunna                             |
| "Love in This Club" (Usher featuring Young Jeezy)                                              | 2008 | 1                 | 1                 | –                 | 8                 | 6                 | 5                 | 3                 | 1                 | 8                 | 4                 | - RIAA: platyna - ARIA: złoto - RIANZ: platyna - BPI: złoto | Here I Stand                           |
| "Louie" (Blood Raw featuring Young Jeezy)                                                      | 2008 | –                 | 69                | –                 | –                 | –                 | –                 | –                 | –                 | –                 | –                 |                                                             | My Life: The True Testimony            |
| "I’m So Paid" (Akon featuring Lil Wayne and Young Jeezy)                                       | 2008 | 31                | 47                | –                 | 91                | 41                | –                 | –                 | –                 | 21                | 59                | - RIAA: platyna                                             | Freedom                                |
| "Never Ever" (Ciara featuring Young Jeezy)                                                     | 2009 | 66                | 9                 | –                 | –                 | –                 | –                 | –                 | –                 | 25                | –                 |                                                             | Fantasy Ride                           |
| "Amazing" (Kanye West featuring Young Jeezy)                                                   | 2009 | 81                | 65                | 22                | –                 | –                 | –                 | –                 | –                 | 42                | –                 |                                                             | 808s & Heartbreak                      |
| "Better Believe It" (Lil Boosie featuring Webbie and Young Jeezy)                              | 2009 | 106               | 40                | 23                | –                 | –                 | –                 | –                 | –                 | –                 | –                 |                                                             | Superbad: The Return of Boosie Bad Azz |
| "Fed Up" (DJ Khaled featuring Usher, Young Jeezy, Rick Ross and Drake)                         | 2009 | 108               | 45                | 22                | –                 | –                 | –                 | –                 | –                 | –                 | –                 |                                                             | Victory                                |
| "Hard" (Rihanna featuring Young Jeezy)                                                         | 2009 | 8                 | 14                | –                 | 51                | 9                 | –                 | 33                | 15                | 26                | 42                | - RIAA: platyna                                             | Rated R                                |
| "Put Your Hands Up" (DJ Khaled featuring Young Jeezy, Plies, Rick Ross and Schife)             | 2010 | –                 | 102               | –                 | –                 | –                 | –                 | –                 | –                 | –                 | –                 |                                                             | Victory                                |
| "(Ha Ha) Slow Down" (Fat Joe featuring Young Jeezy)                                            | 2010 | –                 | 54                | 23                | –                 | –                 | –                 | –                 | –                 | –                 | –                 |                                                             | The Darkside Vol.1                     |
| "Just Like That" (Bun B featuring Young Jeezy)                                                 | 2010 | –                 | –                 | –                 | –                 | –                 | –                 | –                 | –                 | –                 | –                 |                                                             | Trill OG                               |
| "Amen" (Pusha T featuring Kanye West and Young Jeezy)                                          | 2011 | –                 | –                 | –                 | –                 | –                 | –                 | –                 | –                 | –                 | –                 |                                                             | Fear of God II: Let Us Pray            |
| "–" oznacza, ze pozycja nie była notowana lub singel nie został wydany w kraju.                |      |                   |                   |                   |                   |                   |                   |                   |                   |                   |                   |                                                             |                                        |

### Promocyjne
| "All White Everything" (featuring Yo Gotti)                                     | 2010 | –  | 103 | –  | bez albumu                             |
| "Jizzle" (featuring Lil Jon)                                                    | 2010 | –  | 69  | –  | bez albumu                             |
| "Ballin'" (featuring Lil Wayne)                                                 | 2011 | 57 | 15  | 13 | Thug Motivation 103: Hustlerz Ambition |
| "Shake Life"                                                                    | 2011 | –  | 46  | –  | bez albumu                             |
| "–" oznacza, ze pozycja nie była notowana lub singel nie został wydany w kraju. |      |    |     |    |                                        |

### Inne notowane utwory
| Tytuł                                                                           | Rok  | Najwyższa pozycja | Najwyższa pozycja | Najwyższa pozycja | Certyfikacje  | Album                                  |
| Tytuł                                                                           | Rok  | US                | US R&B            | US Rap            | Certyfikacje  | Album                                  |
| ------------------------------------------------------------------------------- | ---- | ----------------- | ----------------- | ----------------- | ------------- | -------------------------------------- |
| "Trap Star"                                                                     | 2005 | –                 | 50                | –                 |               | Let’s Get It: Thug Motivation 101      |
| "Tear It Up" (featuring Lloyd and Slick Pulla)                                  | 2005 | –                 | 77                | –                 |               | Let’s Get It: Thug Motivation 101      |
| "Trap or Die" (featuring Bun B)                                                 | 2005 | –                 | 77                | –                 |               | Let’s Get It: Thug Motivation 101      |
| "Real As It Gets" (Jay-Z featuring Young Jeezy)                                 | 2009 | –                 | 82                | –                 |               | The Blueprint 3                        |
| "I’m Goin’ In" (Drake featuring Lil Wayne and Young Jeezy)                      | 2009 | 40                | 28                | 11                | - RIAA: złoto | So Far Gone                            |
| "Unforgettable" (Drake featuring Young Jeezy)                                   | 2010 | 124               | 106               | –                 |               | Thank Me Later                         |
| "Be the One" (Lloyd featuring Trey Songz and Young Jeezy)                       | 2011 | –                 | 122               | –                 |               | King of Hearts                         |
| "SupaFreak" (featuring 2 Chainz)                                                | 2011 | –                 | 85                | –                 |               | Thug Motivation 103: Hustlerz Ambition |
| "–" oznacza, ze pozycja nie była notowana lub singel nie został wydany w kraju. |      |                   |                   |                   |               |                                        |

## Występy gościnne
| Tytuł                               | Rok  | Artysta/Artyści | Album                                     |
| ----------------------------------- | ---- | --- | ----------------------------------------- |
| "Fuckin' Around"                    | 2004 | Trick Daddy, T.I., Kase 1 | Thug Matrimony: Married to the Streets    |
| "Make It Work for You"              | 2005 | Juelz Santana, Lil Wayne | What the Game’s Been Missing!             |
| "Icy"                               | 2005 | Gucci Mane | Trap House                                |
| "Black Tee"                         | 2005 | Gucci Mane, Killer Mike, Jody Breeze, Bun B, Lil Scrappy                                                                                                   | Trap House                                |
| "Get Money"                         | 2005 | Stat Quo | Road to Statlanta                         |
| "Shake It Off" (Remix)              | 2006 | Mariah Carey, Jay-Z | —                                         |
| "Hustlin'" (Remix)                  | 2006 | Rick Ross, Jay-Z | Port of Miami                             |
| "I’m Straight"                      | 2006 | T.I., B.G. | King                                      |
| "Top Back" (Remix)                  | 2006 | T.I., Young Dro, Big Kuntry King, B.G. | —                                         |
| "How We Do It"                      | 2006 | Fabolous, Slick Pulla, Paul Cain | —                                         |
| "Get Throwed"                       | 2006 | Bun B, Pimp C, Z-Ro, Jay-Z | Trill                                     |
| "Pushin'"                           | 2006 | Bun B, Scarface | Trill                                     |
| "Gangsta Shit"                      | 2006 | DJ Khaled, Blood Raw, Slick Pulla, Bun B | Listennn... the Album                     |
| "Tell, Tell, Tell (Stop Snitchin')" | 2006 | Project Pat, Mr. Bigg, Lyfe Jennings | Crook by da Book: The Fed Story           |
| "Grew Up a Screw Up"                | 2006 | Ludacris | Release Therapy                           |
| "Brown Paper Bag"                   | 2007 | DJ Khaled, Dre, Juelz Santana, Rick Ross, Fat Joe, Lil Wayne                                                                                               | We the Best                               |
| "I’m So Hood" (Remix)               | 2007 | DJ Khaled, Ludacris, Busta Rhymes, Big Boi, Lil Wayne, Fat Joe, Birdman, Rick Ross, T-Pain                                                                 | We the Best                               |
| "We Takin’ Over" (Remix)            | 2007 | DJ Khaled, Akon, R. Kelly, T-Pain, Lil’ Kim | —                                         |
| "Hood Nigga" (The Block Remix)      | 2007 | Gorilla Zoe, Big Boi, Jody Breeze, Rick Ross | —                                         |
| "Money in the Bank" (Remix)         | 2007 | Swizz Beatz, Eve, Elephant Man | —                                         |
| "Umma Do Me" (Remix)                | 2007 | Rocko, T.I., Rick Ross | —                                         |
| "Dey Know" (Remix)                  | 2007 | Shawty Lo, Plies, Ludacris, Lil Wayne | —                                         |
| "Duffle Bag Boy" (Remix)            | 2007 | Playaz Circle, Slick Pulla, Lil Wayne | —                                         |
| "Pockets Full of Paper"             | 2007 | Young Buck | Buck the World                            |
| "4 Kings"                           | 2007 | Young Buck, T.I., Pimp C | Buck the World                            |
| "Wanna B'z"                         | 2007 | Snoop Dogg, Nate Dogg | Snoop Dogg Presents: Unreleased Heatrocks |
| "Blow It Up"                        | 2007 | R. Kelly, Young Dro | —                                         |
| "CTE Movement"                      | 2007 | Roccet | —                                         |
| "She Can Get It"                    | 2007 | T.I. | —                                         |
| "Diamonds"                          | 2007 | Fabolous | From Nothin’ to Somethin’                 |
| "I Luv Your Girl" (Remix)           | 2008 | The-Dream | —                                         |
| "Superstar" (Remix)                 | 2008 | Lupe Fiasco, T.I, Matthew Santos | —                                         |
| "Hurt" (Remix)                      | 2008 | T.I | —                                         |
| "Can’t Tell Me Nothing" (Remix)     | 2008 | Kanye West | —                                         |
| "Lollipop" (Remix)                  | 2008 | Lil Wayne | —                                         |
| "Spotlight, Pt. 2"                  | 2008 | Jennifer Hudson | —                                         |
| "Love in This Club"                 | 2008 | Usher | Here I Stand                              |
| "Side Effects"                      | 2008 | Mariah Carey | E=MC²                                     |
| "Luxury Tax"                        | 2008 | Rick Ross, Lil Wayne, Trick Daddy | Trilla                                    |
| "I Got It"                          | 2008 | Young Buck | Still Ten a Key, Pt. 2                    |
| "Guns Pop Off"                      | 2008 | T.I. | —                                         |
| "Armored Truck"                     | 2008 | B.G. | Champion                                  |
| "I Got My Locs On"                  | 2008 | Ice Cube | Raw Footage                               |
| "I’m So Paid"                       | 2008 | Akon, Lil Wayne | Freedom                                   |
| "Amazing"                           | 2008 | Kanye West | 808s & Heartbreak                         |
| "Blame It" (Remix)                  | 2009 | Jamie Foxx, T-Pain | —                                         |
| "Something Else"                    | 2009 | Jadakiss | The Last Kiss                             |
| "Something Else" (Remix)            | 2009 | Jadakiss, Snype Life, Bully, Boo Rossini, Blood Raw, AP | The Last Kiss                             |
| "All the Above" (Remix)             | 2009 | Maino, T-Pain | —                                         |
| "Always Strapped" (Remix)           | 2009 | Birdman, Lil Wayne, Rick Ross | —                                         |
| "Go Girl"                           | 2009 | Ludacris | —                                         |
| "Drinkin' and Drivin'"              | 2009 | Ludacris | —                                         |
| "Better Believe It"                 | 2009 | Lil’ Boosie, Webbie | Superbad: The Return of Boosie Bad Azz    |
| "I’m Goin’ In"                      | 2009 | Drake, Lil Wayne | So Far Gone                               |
| "Real as It Gets"                   | 2009 | Jay-Z | The Blueprint 3                           |
| "Erryday"                           | 2009 | Triple C’s, Schife, JW | Custom Cars & Cycles                      |
| "Get Money"                         | 2009 | E-40, B-Legit | Revenue Retrievin’: Graveyard Shift       |
| "Hard"                              | 2009 | Rihanna | Rated R                                   |
| "Put Your Hands Up"                 | 2009 | DJ Khaled, Plies, Rick Ross, Schife | Victory                                   |
| "Fed Up"                            | 2009 | DJ Khaled, Usher, Rick Ross, Drake | Victory                                   |
| "Lay It Down" (Remix)               | 2010 | Lloyd, R. Kelly | —                                         |
| "Reverse Cowgirl"                   | 2010 | T-Pain | —                                         |
| "Look Like"                         | 2010 | Plies, Fabolous | Goon Affiliated                           |
| "Unforgettable"                     | 2010 | Drake | Thank Me Later                            |
| "Start It Up" (Remix)               | 2010 | Lloyd Banks, Kanye West, Fabolous, Swizz Beatz, Ryan Leslie                                                                                                | —                                         |
| "Just Like That"                    | 2010 | Bun B | Trill OG                                  |
| "Money"                             | 2011 | DJ Khaled, Ludacris | We the Best Forever                       |
| "Welcome to My Hood" (Remix)        | 2011 | DJ Khaled, Rick Ross, Lil Wayne, T-Pain | —                                         |
| "My Fuckin' House"                  | 2011 | Snoop Dogg, E-40 | Doggumentary                              |
| "Pop a Bottle"                      | 2011 | Roscoe Dash | —                                         |
| "Fool's Gold"                       | 2011 | Yo Gotti, DJ Khaled, Rick Ross, Soulja Boy | —                                         |
| "Kitchen"                           | 2011 | Tity Boi, Pusha T | —                                         |
| "Paramedics"                        | 2011 | Game | The R.E.D. Album                          |
| "My Jewel"                          | 2011 | Birdman, Bun B | Bigga Than Life                           |
| "Down South"                        | 2011 | Boyz n da Hood | —                                         |
| "Be the One"                        | 2011 | Lloyd, Trey Songz | King of Hearts                            |
| "Hustle Hard" (Remix)               | 2011 | Ace Hood, Swizz Beatz | —                                         |
| "Amen"                              | 2011 | Pusha T, Kanye West | Fear of God II: Let Us Pray               |
| "Homicide" (Remix)                  | 2011 | Wiz Khalifa, Chevy Woods | —                                         |
| "Rollin'" (Remix)                   | 2011 | Gunplay, Fabolous | —                                         |
| "Racks" (Remix)                     | 2011 | YC, Wiz Khalifa, Wale, Waka Flocka Flame, Trae, Nelly, Cory Gunz, Cory Mo, Big Sean, B.o.B, Dose, Twista, Bun B, Yo Gotti, Ace Hood, Maino, Cyhi Da Prynce | —                                         |
| "Fuck da City Up"                   | 2012 | T.I. | Fuck da City Up                           |
| "Up!" (Remix)                       | 2012 | LoveRance, 50 Cent, T.I. | —                                         |
| "Birds Take A Bath"                 | 2012 | Future, Young Scooter | —                                         |
| "Strange Clouds" (Remix)            | 2012 | B.o.B, T.I. | —                                         |
| "Cross The Line 2"                  | 2012 | Rick Ross | Rich Forever                              |
| "Whole Thang" (Remix)               | 2012 | 2Win, 2 Chainz | —                                         |
| "Rack City" (Remix)                 | 2012 | Tyga, Wale, Fabolous, Meek Mill, T.I. | —                                         |

## Teledyski
| Tytuł                  | Rok  | Reżyser                 |
| ---------------------- | ---- | ----------------------- |
| "And Then What"        | 2005 | Jessy Terrero           |
| "Trap Star / Go Crazy" | 2005 | Jessy Terrero           |
| "Soul Survivor"        | 2005 | Benny Boom, Snowman     |
| "Over Here"            | 2005 | President Thomas Foabes |
| "My Hood"              | 2006 | Hype Williams           |
| "I Luv It"             | 2006 | Jessy Terrero           |
| "Go Getta"             | 2007 | Chris Robinson          |
| "Dreamin'"             | 2007 | Chris Robinson          |
| "Put On"               | 2008 | Gil Green               |
| "Vacation"             | 2008 | Gil Green               |
| "Crazy World"          | 2008 | Marc Klasfeld           |
| "Who Dat"              | 2008 | Gabriel Hart            |
| "My President"         | 2009 | Gabriel Hart            |
| "Lose My Mind"         | 2010 | Taj                     |
| "All White Everything" | 2010 | Taj                     |
| "Ballin'"              | 2011 | Colin Tilley            |
| "Win"                  | 2011 | Decatur Dan             |
| "F.A.M.E."             | 2011 | Lance Drake             |
| "Nothing"              | 2011 | G. Visuals              |
| "Supa Freak"           | 2012 | G. Visuals              |